# Lavalade
Lavalade is een gemeente in het Franse departement Dordogne (regio Nouvelle-Aquitaine) en telt 106 inwoners (2009). De plaats maakt deel uit van het arrondissement Bergerac.

## Geografie
De oppervlakte van Lavalade bedraagt 3,9 km², de bevolkingsdichtheid is dus 27,2 inwoners per km².
De onderstaande kaart toont de ligging van Lavalade met de belangrijkste infrastructuur en aangrenzende gemeenten.

## Demografie
Onderstaande figuur toont het verloop van het inwonertal (bron: INSEE-tellingen).

1. ↑  Populations de référence 2022.